# Шкіра Володимир Володимирович
Володи́мир Володи́мирович Шкі́ра (нар. 24 лютого 1981, м. Київ, Українська РСР — пом. 24 червня 2014, поблизу с. Новоселівка, Слов'янський район, Донецька область, Україна) — підполковник Служби безпеки України, старший оперуповноважений в особливо важливих справах Департаменту контррозвідувального захисту у сфері інформаційної безпеки. Загинув під час антитерористичної операції на сході України.

## Життєпис
Народився у Києві. 2000 року закінчив Київський кооперативний економіко-правовий коледж.
Після строкової армійської служби, з 2001 по 2005 рік, проходив військову службу на посадах осіб рядового, сержантського і старшинського складу Служби охорони Апарату Голови Служби безпеки України.
З вересня 2005 працював на оперативних посадах у Головному управлінні контррозвідки («К») та Департаменті контррозвідувального захисту інтересів держави у сфері інформаційної безпеки (ДКІБ) СБУ.
З травня 2014 — старший оперуповноважений в особливо важливих справах за рахунок посади консультанта-експерта (з оперативних питань) 3-го відділу 1-го управління ДКІБ СБУ.
У зв'язку з російською збройною агресією проти України виконував завдання в рамках проведення антитерористичної операції. До зони АТО прибув на ротацію, встиг пропрацювати близько тижня.
24 червня 2014 року у складі технічної групи фахівців СБУ виконував завдання зі встановлення та налагодження телекомунікаційного обладнання в районі міста Слов'янська, з метою організації моніторингу простору, фіксації фактів порушення перемир'я в зоні проведення АТО. По закінченні робіт група мала повертатись у вертольоті армійської авіації Мі-8МТ. Одразу після зльоту з гори Карачун близько 17:10 вертоліт був збитий російськими терористами з переносного зенітно-ракетного комплексу, вибухнув і впав поблизу села Новоселівка (на той час — Красноармійське), почалася пожежа з детонуванням боєкомплекту. Всі 9 чоловік, які були на борту, загинули: командир екіпажу підполковник Андрій Бєлкін, борттехнік майор Руслан Мазунов, штурман капітан Дмитро Шингур; четверо співробітників СБУ — підполковник Володимир Шкіра, майор Ігор Горбенко, старший лейтенант Олександр Петрищук, старший прапорщик Марк Шпак та двоє спецпризначенців 3-го Кіровоградського полку старші солдати Олександр Кондаков й Олексій Волохов.
О 17:07 зроблено доповідь керівництву АТО про зліт, а о 17:10 уже надійшла доповідь про падіння вертольота. За свідченнями очевидців, озброєна група терористів чекала на зліт вертольота. Бойовики пересувалася на двох легкових автівках та мікроавтобусі. Після пуску ракети з ПЗРК, вони втекли в напрямку найближчого населеного пункту Билбасівка, що поблизу Слов'янська.
Ідентифікацію загиблих проводили за експертизою ДНК. Похований 3 липня на Алеї слави Берковецького цвинтаря м. Києва.
Залишилися батьки, сестра, дружина та донька Марія.

## Нагороди
- За особисту мужність і героїзм, виявлені у захисті державного суверенітету та територіальної цілісності України, нагороджений орденом Богдана Хмельницького III ступеня (08.08.2014, посмертно)[5]
- недержавна нагорода «За визволення Слов'янська» (посмертно).

## Вшанування пам'яті
24 червня 2015 біля гори Карачун на місці падіння збитого терористами гелікоптера Мі-8МТ встановили пам'ятний знак дев'ятьом загиблим захисникам.
У жовтні 2015 в Національній академії СБУ відкрито пам'ятний знак одинадцятьом загиблим співробітникам спецслужби, на якому викарбуване ім'я Володимира Шкіри.
У січні 2017 у Києві, на території підрозділу СБУ, де працював Володимир Шкіра, йому відкрито пам'ятник.